# Athanase Urguet de Saint-Ouen
Athanase Marie Georges Urguet de Saint-Ouen est un homme politique français né le 14 octobre 1780 à Vaudoncourt (Vosges) et décédé le 11 avril 1832 à Paris.
Procureur impérial, il est député de la Sarthe en 1815, pendant les Cent-Jours.

## Sources
- « Athanase Urguet de Saint-Ouen », dans Adolphe Robert et Gaston Cougny, Dictionnaire des parlementaires français, Edgar Bourloton, 1889-1891 [détail de l’édition]